# 農民新党
農民新党（のうみんしんとう）は、かつて存在した日本の政党。
1948年12月29日に日本農民党の衆議院議員を中心として結成された。
結成翌年の第24回衆議院議員総選挙に北海道を中心に12名を立候補させて、6名の当選者を出した。当選者は、河口陽一、松本六太郎(いずれも北海道2区)、北二郎、小平忠(いずれも北海道4区)、高倉定助、飯田義茂(いずれも北海道5区)であった。その後、他の諸派と合同して、院内勢力としては10名を数えた。1949年5月に、国民協同党や社会革新党と新政治協議会という院内会派を作った。
1949年12月9日に新政治協議会を解消し、あらたに農民協同党を結成した。